# 谷本一
谷本 一（たにもと はじめ、1947年11月24日 - ）は、日本の俳優。本名：高岡 誠一郎。別名義：高岡 一郎。
大阪府出身。京都産業大学卒業。俳優小劇場養成所卒業。吉本新喜劇、美津濃でのモデル、劇団俳優小劇場、田村企画を経て、高岡事務所所属。
身長178cm。体重75kg。血液型はA型。特技は柔道、殺陣。

## 出演
※:高岡一郎 名義

### 映画・Vシネマ
- 濡れた唇（1972年） - 金男
- さすらいの情事（1972年） - 佐竹
- 白い女郎花（1972年） - 久世鉄太郎
- 白い指の戯れ（1972年） - 二郎
- 性談 牡丹燈籠（1972年） - 萩原新三郎
- 団地妻 昼下りの悶え（1972年） - 松井和夫
- 官能地帯 哀しみの女街（1972年） - 幸男
- 江戸小町 淫の宴（1972年） - 坂本十郎太
- 団地妻 女ざかり（1972年） - 山下雪夫
- 白い天使の抱擁（1972年） - 谷精一郎
- 昼下りの情事 裏窓（1972年） - 土川卓二
- 新色暦大奥秘話 花吹雪おんな事始め（1973年） - 徳川家綱
- 実録白川和子 裸の履歴書（1973年） - 須藤
- エロスは甘き香り（1973年） - 昭
- (秘)大奥外伝 淫薬おんな狂乱（1973年） - 神月志馬
- 女子大生 SEX方程式 同棲（1973年） - 粕谷
- 必殺色仕掛け（1973年） - 花田優次郎
- 性豪列伝 夜の牝馬ならし（1973年） - 財前力
- 性教育ママ（1973年） - 市川
- 大奥秘話 晴姿姫ごと絵巻（1974年） - 青山図書助
- ふるさとポルノ記 津軽シコシコ節（1974年） - 良徳
- くノ一淫法 百花卍がらみ（1974年） - 若狭守
- 信州シコシコ節 温泉芸者VSお座敷ストリッパー（1975年） - パーマ
- 黒薔薇昇天（1975年） - 一
- 看護婦(秘)カルテ 白い制服の悶え（1975年） - 北山高弘
- 発禁肉蒲団（1975年） - 金魚亭未央
- 新・実録おんな鑑別所 恋獄（1976年） - 元木登
- 東京(秘)ナイト・レポート 熱い樹液（1976年） - 桑原保
- 宇能鴻一郎のむちむちぷりん（1977年） - 木下道彦
- 不連続殺人事件（1977年） - 奥田利根五郎
- 嗚呼!!花の応援団 男涙の親衛隊（1977年） - 黒メガネの男
- 色情三姉妹 ひざくずし（1979年） - 川田秀夫
- 団地妻 狙われた寝室（1979年） - 田村英介
- 不良少年（1980年） - 本間
- 野獣死すべし（1980年）
- 未亡人の寝室（1981年） - 坂井
- 団地妻 肉体地獄（1985年） - 坪内昭平
- 妖艶・肉縛り（1987年） - 青山 ※
- 檻の中の欲しがる女たち（1987年） - 田辺孝一 ※
- 幻想 アンダルシア（1996年） - 編集者
- キッズ・リターン（1996年）
- 投稿写真白書 PART2 見せたがる女、撮りたがる男（1996年）
- 平成版 ピンクのストッキング（1997年）
- レイプ商人（1997年）
- 極道修行 決着（1997年）
- CURE（1997年） - 高部の上司
- 女家庭教師 不倫の罠（1997年） - 宗方俊介
- ウルトラセブン誕生30周年記念3部作 第1話「失われた記憶」（1998年） - 森永医師
- 監禁逃亡 地獄に咲いた女（1999年）
- スペーストラベラーズ（2000年） - 前山デスク
- 光の雨（2001年）
- ピカレスク 人間失格（2002年）
- 13階段（2003年） - 辻本刑事
- 座頭市（2003年） - 代官
- ゼブラーマン（2004年） - 報道特集司会者
- 着信アリ2（2005年） - 新宿中央署刑事
- 日曜日は終わらない（2005年）
- 樹の海（2005年） - 酔客
- 親指さがし（2006年）
- アンフェア the movie（2007年）
- 監督・ばんざい!（2007年）
- 休暇（2008年） - 古木泰三
- 帰ってきた侍戦隊シンケンジャー 特別幕（2010年） - 与力
- ナイトピープル（2013年）
- カリギュラ JAPAN 蘇った好色皇帝
- 現代性犯罪 全員殺害
- 残酷ドキュメント タコ部屋売春
- 真・雀鬼8 確立五万分の一の死闘 - 雀士
- 首領への道13、14 - 黒岩コンツェルン専務
- 日本の拷問
- アウトレイジ 最終章（2017年） - 花菱会幹部

### テレビドラマ
※:高岡一郎名義
- 高校教師（1974年、12ch）
  - 第2話「同棲なんて知らない」
  - 第24話「さらば! 番長」
- おしどり右京捕物車 第18話「燃（もえる）」（1974年、ABC / 松竹）
- 特別機動捜査隊 （NET / 東映）
  - 第648話「白い死の手錠」（1974年） - 富田
  - 第667話「失われた週末」（1974年） - 阿部
  - 第683話「拝啓沖田総司さま」（1974年） - 長沢
  - 第744話「地獄を見た」（1976年） - 男E
- 荒野の素浪人 第2シリーズ 第20話「無情の砦」（1974年、NET / 三船プロ）
- 伝七捕物帳（NTV）
  - 第32話「娘十八天一坊」（1974年）
  - 第125話「証拠の品は鬢の中」（1976年）
- 夜明けの刑事 第13話「サンタの乗っ取ったバス」（1974年、TBS）
- 華麗なる一族（1974年 - 1975年、MBS）
- 6羽のかもめ 第25話「死んで戴きます」（1975年、CX）
- プレイガールQ  第34話「恐怖のタレント失踪事件」（1975年、（12ch / 東映） -
- 俺たちの勲章 第18話「狂乱のロック」（1975年、NTV）
- 新宿警察 第16話「理由なき殺人」（1975年、CX / 東映）
- 太陽にほえろ!（NTV）
  - 第201話「にわか雨」（1976年） - 古川清
  - 第425話「愛の詩-島刑事に捧ぐ」（1980年） - バーテンダー
  - 第433話「金髪のジェニー」（1980年） - 山上宏一
  - 第508話「ドックと天使」（1982年） - 篠原伸夫※
  - 第555話「一枚の絵」（1983年） - 細山正雄※
  - 第574話「冒険の海」（1983年） - 丸山刑事※
  - 第600話「七曲署事件No.600」（1984年） - 倉田※
  - 第637話「模擬訓練」（1985年） - 長谷川実※
  - 第652話「相続ゲーム」（1985年） - 北原信夫※
  - 第667話「デュークという名の刑事」（1985年） - 山岸和久※
  - 第685話「ロッキーの白いハンカチ」（1986年） - 吉岡※
  - 第702話「教室」（1986年） - 島崎良夫※
  - 第716話「マイコン、疾走また疾走」（1986年） - 「レディーファースト」マスター※
- 大都会シリーズ（NTV / 石原プロ）
  - 大都会 闘いの日々 第26話「顔」（1976年）
  - 大都会 PARTIII 第49話「黒岩軍団抹殺指令」（1979年） - 一村明
- いろはの"い" 第27話「涼子よ風のように」（1977年、NTV）
- 華麗なる刑事 第14話「雨の月曜日」（1977年、CX）
- 大江戸捜査網（12ch→TX）
  - 第418話「悪を撃つ謎のオランダ銃」（1979年）
  - 平成版 第2シリーズ 第4話「父上が残した謎を追え!」（1991年）※
- 探偵物語 第18話「犯罪大通り」（1980年、NTV） - 大貫正一朗
- 旅がらす事件帖 第10話「夕陽に背をむけた女」（1980年、CX）
- 江戸の朝焼け 第20話「文七誘拐」（1981年、CX）
- 赤かぶ検事奮戦記（ABC / 松竹）※
  - 赤かぶ検事奮戦記II 第13話「女の裸が踊る」（1982年）
  - 赤かぶ検事奮戦記III 第12話「なぜ楊貴妃は首を吊ったか?」（1983年）
- 新・必殺仕舞人 第13話「別れ囃子は阿波踊り」（1982年） - 定七 ※
- 鬼平犯科帳 第3シリーズ（1982年、ANB）
  - 第7話「雨引の文五郎」
  - 第12話「尻毛の長右衛門」※
- 花王 愛の劇場 / わが子よIII（1983年、TBS）※
- 時代劇スペシャル（CX）※
  - 奉行暗殺始末（1983年）
  - 同心部屋御用帳 江戸の旋風（1984年）
- 暴れ九庵 第8話「医者を治したおてんば娘」（1984年、CX）※
- 誇りの報酬 第19話「芹沢刑事・怒りの追跡」（1986年、NTV / 東宝） - 東部署刑事 ※
- ザ・ハングマンV 第9話「金塊に化けたヘソクリ200億を追え!」（1986年、ABC / 松竹芸能） - 金田金融構成員 ※
- 女ふたり捜査官 第17話「予言しすぎた星占いの女」（1987年、ABC / テレパック）※高岡一朗名義
- 銭形平次 第22話「八五郎、恋の手習い」（1987年、NTV）※
- 六本木ダンディーおみやさん 第4話「死体がバラの花に埋もれていた殺人事件」（1987年、ABC）※
- ゴリラ・警視庁捜査第8班（ANB）※
  - 第21話「一発の銃弾」（1989年）
  - 第33話「傷だらけのメロディ」（1989年）
  - 第40話「追憶」（1990年）
- 刑事貴族 第1話「その時、狼は目覚めた」（1990年、ANB）※
- 火曜サスペンス劇場（NTV）
  - 弁護士・朝日岳之助 第2作「有罪率99%の壁」（1990年）※
  - 真夜中の虹（1999年）
  - 15年目の夏（2001年）
  - 十二月の花嫁（2002年）
  - 新・女検事 霞夕子 第20作「夏の記憶」（2003年）
  - 曲り角（2003年）
- 愛しの刑事 第8話「奪還!女刑事が拳銃を奪われて…」（1992年）
- 風の刑事・東京発! 第11話「特急あさま高原に消えた恋人」（1996年、ANB / 東映）
- オンリー・ユー〜愛されて〜 第3話「僕のこと好き?」、第4話「誘惑のキス」（1996年、YTV）
- はぐれ刑事純情派 第9シリーズ 第14話「援助交際!? 変死したルームメイト」（1996年、ANB / 東映）
- 金曜エンタテイメント→金曜プレステージ（CX）
  - モデルハウス（1996年）
  - 内田康夫サスペンス 浅見光彦シリーズ 第7作「恐山殺人事件」（1998年） - 杉山博之
  - 1億2千万人のボーイフレンド（2001年）
  - 坊ちゃん教授の事件簿 第3作（2003年） - 久保田鉄雄
  - 岡部警部シリーズ 第1作（2006年）
  - 松本清張スペシャル・蒼い描点（2006年）
  - 津軽海峡ミステリー航路 第8作（2009年） - 田沼社長
  - 絶対泣かないと決めた日 〜緊急スペシャル〜（2010年）
  - 森村誠一 女のサスペンス・マリッジ（2012年）
  - 悪党（2012年）
  - 小京都連続殺人事件 第2作「佐野足利・七草に秘められた叫び」（2013年） - 吉野周二（校長）
- はみだし刑事情熱系（ANB）
  - PART1 第10話「凶弾! 涙の逃亡者」（1996年）
  - PART5 第19話「身代金を運ぶサギ師 涙の大芝居」（2001年）
- ストーカー 逃げきれぬ愛 第5話「壊れていく男」（1997年、YTV）
- 世にも奇妙な物語 春の特別編「私に似た人」（1997年、CX） - 部長
- Shin-D / 姫はセーラー服がお好き（1997年、NTV）
- 水の中の八月（1998年、NHK BS2）
- 月曜ドラマスペシャル→月曜ミステリー劇場→月曜ゴールデン（TBS）
  - 弁護士芸者のお座敷事件簿 第3作（1998年）
  - 十津川警部シリーズ
    - 第16作「寝台急行「銀河」殺人事件」（1999年） - 橋津秘書
    - 第46作「特急『草津』殺人迷路」（2012年） - 徳島医師（草津病院）
    - 第51作「京都〜小浜殺人迷路〜八百比丘尼伝説の怪〜」（2014年） - 湯沢純一郎（元京都府警警部）

  - 女借金取りが行く!! 第2作（2000年）
  - 女タクシードライバーの事件日誌
    - 第3作「届かなかった手紙」（2004年） - 検事
    - 第5作「車載カメラは見た!」（2010年）

  - 早乙女千春の添乗報告書 第16作「静岡湯けむりツアー殺人事件」（2004年） - 喜八
  - 美食カメラマン 星井裕の事件簿 - 大田原茂（洛東署署長）
    - 第1作（2010年）
    - 第2作（2011年）
    - 第3作（2012年）

  - 松本清張没後20年スペシャル・寒流（2013年）
- ドラマ / 青い花火（1998年、NHK）
- 金曜ドラマ（TBS）
  - 週末婚 第2話「百倍にしてやり返す」（1999年）
  - 独身生活（1999年）
  - 真夏のメリークリスマス 第4話「空のラブレター」、第5話「衝撃の一夜」（2000年）
  - 恋を何年休んでますか 第3話「夫に嘘をついた夜」（2001年）
  - クロコーチ 第10話「完結〜三億円燃ゆ」（2013年）
- ナニワ金融道 パート4（1999年、CX）
- 木曜劇場（CX）
  - 危険な関係（1999年）
    - 第9話「死んでなかった!」
    - 第11話「さらば愛する人よ」

  - カバチタレ! 第5話「免停と交通違反キップで警察と対決!」（2001年）
- 連続テレビ小説（NHK）
  - 私の青空 第40話（2000年）
  - ちゅらさん（2001年）
  - とと姉ちゃん（2016年） - 桑原正晴
- 水曜劇場（CX）
  - ショムニ 第2シリーズ 第10話「ダメOLが辞める時」（2000年）
  - TEAM スペシャル2（2001年）
- 多重人格探偵サイコ（2000年、WOWOW）
- 愛の劇場 永遠の1/2 第43話（2000年、TBS）
- ドラマDモード / 深く潜れ〜八犬伝2001〜 第9話「迷宮」（2000年、NHK）
- 東芝日曜劇場 オヤジぃ。 第11話「いちばん大切な人」（2000年、TBS）
- ウソコイ（2001年、CX）
  - 第1話「月よりの使者」
  - 第4話「月の出を待って」
  - 第7話「月とカメラ」
  - 第11話「満月の夜」
- 女と愛とミステリー→水曜ミステリー9（TX / BS JAPAN）
  - みちのく祭り殺人行（2001年）
  - 黄金の犬（2001年）
  - パートタイム探偵 第1作（2002年）
  - 密会の宿 第1作（2003年） - 榊原雅治
  - 刑事吉永誠一 涙の事件簿
    - 第2作「帰れない遺骨」（2004年） - 籠谷伸一（医師） 役
    - 第4作「いちばん大切な死体」（2006年）
    - 第11作「赤い遺産」（2013年） - 江頭園長

  - 篝警部補の事件簿 第4作「古都鎌倉・奇跡の石殺人水脈」（2008年） - 池内
  - 銀座高級クラブママ青山みゆき 第3作「赤いバラの殺人予告」（2008年） - 「カミュ」の客
  - 監察医・篠宮葉月 死体は語る 第12作（2012年） - 殿山
- 月曜ドラマシリーズ ハート 第10話（2001年、NHK）
- 土曜ワイド劇場（ANB→EX / ABC）
  - 西村京太郎トラベルミステリー 第35作「宗谷本線殺人事件」（2001年） - 江崎社長
  - ドクVSデカ 第1作（2002年） - 河合達也
  - お祭り弁護士・澤田吾朗 第4作「長崎ランタンフェスティバル殺人事件」（2004年） - 菊地刑事 役
  - ハラハラ刑事〜危険な二人の犯罪捜査〜 - 三枝刑事 役
    - 第1作（2004年）
    - 第2作（2005年）

  - 新・棟居刑事シリーズ 第1作「ガラスの恋人」（2005年） - 藤田技官 役
  - 科学捜査研究所・文書鑑定の女 第3作「死体の顔に書かれた謎の文字!」（2006年） - 落石捜査一課長 役
  - 殺人スタント 第2作（2006年） - 恩田刑事 役
  - 逆転弁護（2006年）
  - 交渉人 遠野麻衣子・最後の事件（2010年）
  - 事件 第14作（2010年） - 鴨志田裁判長 役
  - 温泉 (秘) 大作戦 第10作（2011年） - 柳澤剛志 役
  - アナザーフェイス 刑事総務課・大友鉄 第2作（2013年）
- ハンドク!!! 第9話「死ぬな!!! ノブ」（2001年、TBS）
- ビタミンF（2002年、NHK BS2）
- ニコニコ日記 第14話（2003年、NHK） - 医師
- 大河ドラマ（NHK）
  - 新選組!（2004年） - 前川荘司 役
  - 義経（2005年） - 土肥実平 役
  - 篤姫（2008年） - 間部詮勝 役
  - 平清盛（2012年） - 三浦義澄 役
  - 軍師官兵衛（2014年） - 不破三太夫 役
- なつのひかり。（2004年、NTV）
- 木曜ドラマ 電池が切れるまで（2004年、EX）
- 人間の証明（2004年、CX）
- ディビジョン1 ステージ6「犯人デカ」（2004年、CX） - 柱谷町長（清川町） 役
- ドラマ30 / 虹のかなた（2004年、MBS）
- 水曜プレミア / 刹那に似てせつなく（2005年、TBS）
- ドラマW 巷説百物語（WOWOW） - 御燈の小右衛門
  - 巷説百物語 狐者異（2005年）
  - 巷説百物語 飛縁魔（2006年）
- 木曜ミステリー 新・科捜研の女 第6シリーズ 第2話「VS文化財 Gメンの女! 二つの凶器に潜む血の涙の秘密」（2005年、EX / 東映）
- 土曜ドラマ（NHK）
  - クライマーズ・ハイ（2005年） - 守屋政志
  - マチベン 第4話「安楽死を認めますか?」（2006年）
  - ハゲタカ 第4話「激震! 株主総会」、第5話「ホワイトナイト」（2007年、NHK） - 佐藤高志
  - 君たちに明日はない 第1話「怒る女」 - 第3話「二億円の女」（2010年） - 人事部長
- ディロン〜運命の犬ふたたび（2008年）
- 相棒（EX / 東映）
  - Season4 第20話「7人の容疑者」（2006年） - 林登
  - Season6 第11話「ついている女」、第12話「狙われた女」（2008年） - 周文健
- DRAMA COMPLEX / 松本清張スペシャル・指（2006年、NTV）
- 愛と死をみつめて 前編（2006年、EX）
- パンチライン（2006年、TBS）
- 木曜時代劇→土曜時代劇→木曜時代劇（NHK）
  - 柳生十兵衛七番勝負 島原の乱 第3話（2006年）
  - オトコマエ!2 第10話「恋のからくり」（2009年） - 勝蔵
  - 鼠、江戸を疾る 第1シリーズ 第9話「宿命の兄妹（後編）」（2014年） - 松林壱岐守
- 吉祥天女（2006年）
- 火曜ドラマ セクシーボイスアンドロボ 第4話「かんにん袋」（2007年、NTV）
- 水戸黄門（TBS / C.A.L）
  - 第38部 第19話「わははオヨヨの珍道中 -三島-」（2008年） - 浪原吉左衛門
  - 第42部 第10話「茶壷に追われた御老公 -信楽-」（2010年） - 大場仙十郎
- 白と黒（2008年、THK / CX）
- 水曜ドラマ ホカベン 第1話「法は人を守らない! 弁護士の理想と現実」、第2話「親子を救うたった一つの法律」（2008年、NTV） - 裁判長
- 必殺仕事人2009 第5話「因果応報」（2009年、ABC / EX） - 松木屋
- ドラマ8 Q.E.D. 証明終了 第2話「銀の瞳」（2009年、NHK）
- パナソニック ドラマシアター ハンチョウ〜神南署安積班〜 シリーズ1 第5話「私、夫を殺しました…DV妻空白の5分間」（2009年、TBS） - 瀬川清志
- エゴイスト 〜egoist〜（2009年、THK / CX） - 寺田太郎
- 生誕百年・松本清張ドラマスペシャル（2009年、TBS）
  - 火と汐
  - 顔
- 海賊戦隊ゴーカイジャー 第17話「凄い銀色の男」（2011年、EX / 東映） - 豆腐屋のおじさん
- 霧に棲む悪魔 第60話（2011年、THK / 国際放映 / CX）
- ドラマ10（NHK）
  - 胡桃の部屋（2011年）
  - 激流〜私を憶えていますか?〜（2013年）
- 牙狼-GARO- 〜MAKAISENKI〜 第1話「火花」（2011年、TX） - 片桐
- NHK正月時代劇 / 御鑓拝借〜酔いどれ小籐次留書〜（2013年、NHK）
- 遺留捜査 第3シリーズ 第6話「スタンプカード」（2013年、EX / 東映） - 高梨徹弥

### 舞台
- 上海、そして東京の屋根の下で（2006年）

### CM
- 大正製薬